# Florian Mehnert
Florian Mehnert ist ein deutscher Künstler; er lebt im Markgräflerland.

## Werk
Florian Mehnert versteht sich als Konzept-Künstler: Seine Arbeiten erlangen nationale und internationale Anerkennung sowie vielseitige mediale Resonanz – mit ihnen setzt er sich mit der hochtechnisierten, sich stark beschleunigenden Realität und gesellschaftlichen sowie aktuellen politischen Themen auseinander; dabei arbeitet er mit einem erweiterten Kunstverständnis, welches oft die Partizipation der Rezipierenden in den Mittelpunkt stellt.
Die künstlerische Auseinandersetzung Mehnerts ist in den Polaritäten zwischen elektronischem Fortschritt und aktuellen gesellschaftlichen Entwicklungen zu finden; dabei hält er u. a. im In- und Ausland Vorträge über seine Arbeit.
Mit icelandproject entstand 1999 ein erstes Konzept darüber, im Internet eine Kommunikations-Plattform aufzubauen, noch bevor dort „Social Netzwerke“ entwickelt waren. Hauptthema war einerseits die Auseinandersetzung mit dem starken menschlichen Grundbedürfnis nach Kommunikation, andererseits aber auch die Reflexion über die eigenen Wahrnehmung, auch im Sinn der zeitlich relativen Wahrnehmung über Realität und Vergangenheit. Leitsatz war: „Das icelandproject ermöglicht die innere und äußere Erfahrung der eigenen Wahrnehmung.“

### Waldprotokolle
Mit seinem Projekt Waldprotokolle erreichte Florian Mehnert im Herbst 2013 mediale Aufmerksamkeit: Über Tage hinweg hatte Mehnert Wege und Lichtungen in Wäldern verwanzt. Seine dort installierten Mikrofone hörten vorbeigehende Passanten ab. Die entsprechenden „Waldprotokolle“ veröffentlichte Florian Mehnert auf seiner Internetseite.
Mit diesem Kunstprojekt wollte Florian Mehnert auf die Gefahr der Überwachung durch Geheimdienste und das Internet aufmerksam machen: Durch das Veröffentlichen der Protokolle macht er die unsichtbare Bedrohung greifbar und fordert zur Reflexion über die Überwachung auf. Es folgte eine Anzeige bei der Staatsanwaltschaft, die zu einem Verstärker der zentralen Aussage der „Waldprotokolle“ und ihrer Thematik der Überwachung wurde. Die Diskussion bzw. Auseinandersetzung über die Waldprotokolle und ihre Problemstellung halten an und sind aufgrund der Aktualität des Themas nicht abgeschlossen.

### Menschentracks
Im Juni 2014 veröffentlichte Florian Mehnert das Videoexperiment „Menschentracks“: Die Installation besteht aus 42 Videosequenzen gehackter fremder Smartphones, deren Kameras und Mikrofone ferngesteuert aktiviert wurden.
Menschentracks soll eine provokative künstlerische Auseinandersetzung mit der Auswirkung der Massenüberwachung sein und die Bedeutung hinterfragen, den Verlust und den Wert der sozialen Privatsphäre in der vernetzten Gegenwart. Die Installation arbeitet durch ihre Provokation gegen die Verdrängung, gegen die weitverbreitete Einstellung „Ich habe doch nichts zu verbergen“. Die Arbeit reflektiert aber auch die Frage nach der Stärke der eigenen Identität: Wie geht der Einzelne mit dem Thema Massenüberwachung um – kann er sich beispielsweise durch selbst auferlegte Einschränkung partiell entziehen?

### 11 Tage
„11 Tage“ war ein interaktives, synchronisiertes Echtzeit-Videoprojekt im März 2015: Die Besucher einer Webseite konnten per Tastatur oder Mausklick eine Paintball-Pistole steuern, auf der eine Webcam fixiert war und eine in einem Auslauf untergebrachte Ratte per Livestream beobachten und mit der Webcam bzw. dem Ziel-Fadenkreuz der Pistole verfolgen.
Der Künstler erregte mit dem Experiment nationale und internationale Aufmerksamkeit (BBC, The Times).

### Refugee Stack
Das Fotoprojekt Refugee Stack (dt. „Flüchtlingsstapel“) vom Spätsommer 2015 soll auf die in Flüchtlingsunterkünften oftmals herrschende Enge hinweisen. Für die Fotoserie stellten sich Flüchtlinge aus einer lokalen Unterkunft zur Verfügung. Die Fotos näherten sich den Betrachtenden durch ihre Ästhetik, um dann mit ihrer Darstellung „gestapelter“ Flüchtlinge zu irritieren: In der Irritation spiegele sich auch die Ambivalenz Europas bei der Flüchtlingsthematik.

### Freiheit 2.0
Das soziale Großexperiment FREIHEIT 2.0 (Mitte September bis Mitte Oktober 2016 in Basel/Hüningen/Weil am Rhein, von Anfang Juni 2018 für drei Wochen in Stuttgart) ist eine partizipative Kunstinstallation, die nach einem Einfluss der Gesellschaft auf die „Big Data“ fragt. Dabei setzt sich FREIHEIT 2.0 mit den Wechselwirkungen zwischen der digitalen und der analogen Welt auseinander und will „Denkprozesse“ darüber auslösen, wie sich die analoge in eine digitale Welt verwandelt und dabei zu einer Rohstoffquelle wird, die von den weltumspannenden Internetkonzernen zu Geld gemacht wird: „Informationskapitalismus“.
Die partizipative Kunstinstallation besteht aus vier Elementen:
- Der Self-Tracking-App Freiheit 2.0,
- um den Begriff „Freiheit“ umfirmierte Geschäfte,
- einem über 20 km langen Leitsystem durch die Strassen sowie
- den BIG-DATA-Kolloquien.

An den Veranstaltungsorten konnten Teilnehmer ihre Bewegungsprofile mit der App aufzeichnen lassen und verfolgen, im Dreiländereck Deutschland-Frankreich-Schweiz („Dreyeckland“) zwischen dem südbadischen Weil am Rhein, Hüningen (Huningue) sowie Basel bzw. Riehen im „Büro der Freiheit 2.0“ in der städtischen Galerie Stapflehus in Weil als grafische Live-Projektionen sehen. Das Projekt dort wurde zusammen mit dem lokalen Kunstverein sowie 21 örtlichen Geschäften realisiert, die von Florian Mehnert in ihrem jeweiligen Design umgestaltet wurden („Freiheitsgeschäfte“). Die temporäre Umfirmierung der Geschäfte stellt öffentlich die Frage nach dem Wert und der Bedeutung der Privatheit und individuellen Freiheit – es entsteht eine öffentliche Plattform der Diskussion und Auseinandersetzung über die Bedeutung und notwendigen Neudefinition der Privatheit in ihrem Bezug zu BIG DATA. Das auf den Strassen aufgebrachte temporäre Leitsystem führt von den teilnehmenden Geschäften hin zum BÜRO DER FREIHEIT 2.0. Das Leitsystem visualisiert den unsichtbaren Datenfluss der digitalen Welt und spiegelt gleichzeitig die digitalen Bewegungsprofile der Tracking-App.
Die BIG-DATA-Kolloquien begleiten das Projekt mit Referenten aus den Gebieten der Medientheorie, Informatik, Datenschutz, Wirtschaft und Philosophie in Form von Vorträgen und Diskussionen. FREIHEIT 2.0 ist also eine großangelegte partizipative Kunstinstallation im öffentlichen Raum, in der die Rezipienten ein elementares integratives Element einnehmen.

### Social Distance Stacks
Im Herbst 2020 lancierte Mehnert im Zusammenhang mit der Corona-Pandemie und dem dabei zur Vorsorge geforderten „Social Distancing“ eine weitere Kunstaktion, die Fotoserie Social Distance Stacks (dt. sinngemäß „Abstands-Massen“): Mitglieder verschiedener Personengruppen in großen transparenten blasenartigen, von Mehnert arrangierten Kugeln aus Polyvinylchlorid (PVC).
Zum Auftakt fotografierte er den amtierenden Landesbeauftragten für Datenschutz Baden-Württemberg mit Mitarbeitenden in einigen Blasen vor dem Hintergrund von grafisch sichtbar gemachten Internet-Spuren, die er mit einer Tracking-Software erzeugt hatte.
Anschließend folgten Aufnahmen mit Stuttgarter Philharmonikern, die sich in ihrer Konzertkleidung und ihren Instrumenten in die durchsichtigen Kugeln stellten oder setzten. Auch Jugendliche, Schwimmbad-Besuchende oder Schauspielende sollten noch so präsentiert, darüber hinaus die Einsamkeit älterer Menschen während der Pandemie thematisiert werden.
Im Dezember 2020 inszenierte Mehnert dasselbe Thema zur fotografischen Dokumentation mit Schauspielern und weiteren Künstlern auf def Bühne des „Großen Hauses“ im Theater Freiburg – coronabedingt ohne weitere Zuschauende. Die Arbeiten wurden von Kamerateams der Deutschen Welle und des Südwestrundfunks begleitet.
Ende Februar 2021 inszenierte Mehnert seine Performance mit Tänzerinnen und Tänzern des Ballets Stuttgart: Die Tanzenden wurden hier in den PVC-Kugeln in bestimmten Kostümen und Posen wie eingefroren arrangiert.
Anschließend posierten Angestellte und Freiwillige im Hallenbad Neuenburg am Rhein für Aufnahmen des Künstlers.

### fragments elements details

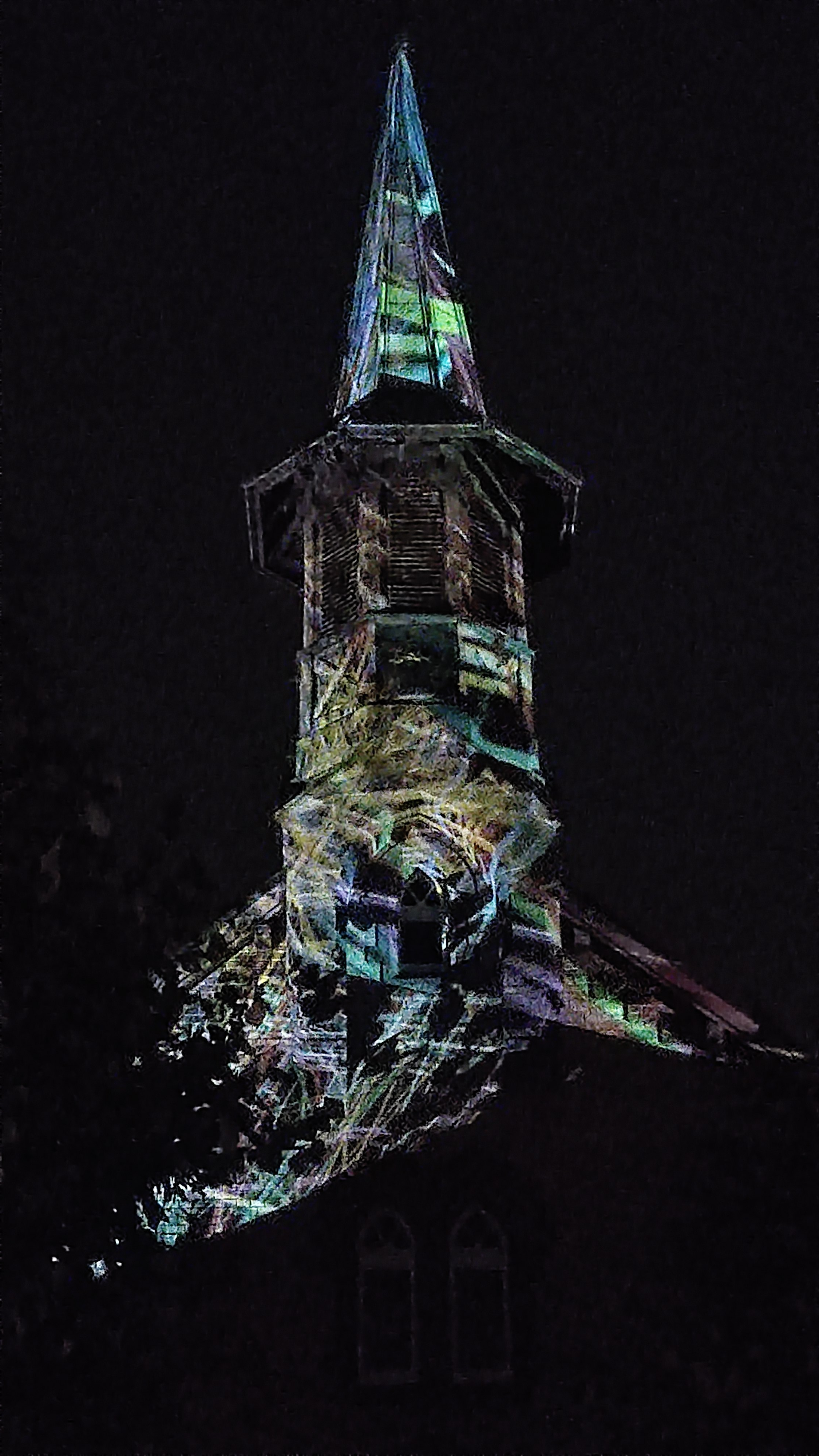
Martinskirchlein Niederweiler unter der Videoprojektion Florian Mehnerts (18. Oktober 2024)

Unter dem Titel fragments elements details („Fragmente, Elemente, Details“) bereitete Mehnert zum Abschluss der 1.250-Jahr-Feier Niederweilers im Markgräflerland im Auftrag des Ortschaftsrats und der lokalen Vereinsgemeinschaft für den Abend des 18. Oktober 2024 an 16 Stationen im Dorf verteilt Videoinstallationen vor, in und mit denen er Eindrücke, Motive, Fotos und Dokumente aus dem Dorf und seiner Geschichte auf künstlerische Weise abstrahierte und verarbeitete; u. A. projizierte er eine Impression an den Turm der örtlichen kleinen Martinskirche.

## Rezeption
Für die erste Folge der 3sat-TV-Serie Kulturlandschaften besuchte der international bekannte Schriftsteller und Kolumnist Wladimir Kaminer („Russendisko“) als „reisender Kultursuchender“ 2015 unter Anderen auch Florian Mehnert.

## Veröffentlichungen
- 2022: Freiheit2.0 – Was hat BIG Data mit Freiheit zu tun?. Books on Demand, ISBN 978-3-7568-2770-1
- 2023: Das Kunstexperiment 11 TAGE. (Werkbiographie) Wie vor, ISBN 978-3-7448-0178-2

## Sammlungen

### Öffentlich
- Morat-Institut für Kunst und Kunstwissenschaft, Freiburg im Breisgau
- Staatsgalerie Stuttgart
- Regierungspräsidium Freiburg
- Sammlung der Technischen Universität Darmstadt

### Privat
- Sammlung Norbert Hahn, Freiburg